# Юркини
Ю́ркини (рос. Юркины) — присілок у складі Даровського району Кіровської області, Росія. Входить до складу Піксурського сільського поселення.
Населення становить 7 осіб (2010, 16 у 2002).
Національний склад станом на 2002 рік — росіяни 100 %.